# Capacitat negativa
La capacitat negativa era una frase utilitzada pel poeta romàntic John Keats el 1817 per caracteritzar la capacitat dels més grans escriptors (particularment Shakespeare) de perseguir una visió de bellesa artística fins i tot quan els dirigeix a la incertesa i a la confusió intel·lectual, en contrast amb una preferència per la certesa filosòfica per sobre la bellesa artística. El terme ha estat utilitzat per poetes i filòsofs per descriure l'habilitat de l'individu de percebre, pensar, i operar més enllà de qualsevol pressupòsit d'una capacitat predeterminada de l'ésser humà.

## Keats: La frase del poeta
Keats va utilitzar la frase només breument en una carta privada, i no es va fer públic fins que la seva correspondència va ser recollida i editada. En una carta als seus germans, George i Thomas, el 22 de desembre de 1817, Keats va descriure una conversa que havia tingut uns quants dies abans:

No vaig tenir una disputa sinó una disquisició amb Dilke, sobre diversos temes; diverses coses se'm van encaixar al cap, i de cop se'm va acudir quina era la qualitat que forma un Home de Consecució, especialment dins la Literatura, i que Shakespeare va posseir tan enormement—em refereixo a la Capacitat Negativa, és a dir, quan un home és capaç de ser en les incerteses, misteris, dubtes, sense cap necessitat de moure cap als fets i raons—Coleridge, per exemple, deixava escapar una bona verisimilitud aïllada recollida del Penetralium del misteri, en ser incapaç de restar-se satisfet amb el mig-coneixement. Això perseguit a través dels volums potser no ens portaria més lluny que això, que amb un gran poeta el sentit de la Bellesa venç qualsevol altra consideració, o més aviat oblitera tota consideració.

Samuel Taylor Coleridge era, el 1817, un objectiu freqüent de crítica pels poetes més joves de la generació de Keats, sovint ridiculitzat pel seu enamorament amb la filosofia idealista alemanya. Contra l'obsessió de Coleridge amb la veritat filosòfica, Keats instal·la el model de Shakespeare, la poesia del qual va articular diversos punts de vista sense defensar mai una visió particular de la veritat.

Les idees de Keats aquí, com sovint era el cas en les seves cartes, s'expressaven secament sense cap esforç d'exposar de manera plena el que volia dir, però hi ha textos en altres cartes que s'aprofundeixen en el mateix tema. En una carta a J.H. Reynolds el febrer del 1818, va escriure: 

Odiem la poesia que té unes intencions palpables sobre nosaltres—i si no hi combreguem, sembla posar la mà a la butxaca dels pantalons. La poesia hauria de ser gran i discreta, una cosa que entra a l'ànima, i que no l'espanta ni l'esbalaeix amb si mateix sinó amb el seu subjecte.

En una altra carta a Reynolds el maig següent, va idear la metàfora de 'la cambra del pensament virginal' i la idea de la 'càrrega de misteri', i que les dues coses juntes expressen una idea molt similar a la de la capacitat negativa:

Comparo la vida humana a una Mansió gran de Molts Apartaments, dels quals només en puc descriure dos, com que les portes de la resta encara em són tancades—Al primer en que entrem li diem la Cambra desconsiderada o de l'infant, i aquí quedem tot el temps en què no pensem— Hi som una bona estona, i encara que les portes de la segona Cambra queden obertes de bat a bat, mostrant un aspecte brillant, no tenim pressa per anar-hi: però al final ens estira imperceptiblement el despertar del principi del pensament—dins nostre—i en el moment d'arribar a la segona cambra, a la qual li dic la Cambra del Pensament Virginal, ens quedem intoxicats amb la llum i l'atmosfera, no veiem més que meravelles agradables, i considerem quedar-nos-hi per sempre meravellats: Tanmateix entre els efectes del que és pare aquest respirar hi ha l'efecte enorme d'afilar la visió pròpia en el cor i la naturalesa del Home—de convèncer els nervis d'un mateix que el Món està ple de Miseri i Tristesa, Dolor, Malalties i opressió—i llavors aquesta cambra de pensament virginal es fa cada vegada més fosca i alhora s'obren portes a tots els costats, —però són totes portes fosques— que porten a passadissos foscos—No veiem l'equilibri entre el bo i el dolent. Som dins una Boirina—Ara som en aquest estat—Sentim la càrrega del Misteri' i,' A aquest punt va venir Wordsworth, al meu entendre, quan va escriure 'Tintern Abbey' i em sembla que el seu Geni explora aquells Passatges foscos. Ara si vivim, i continuem pensant, també els explorarem. Ell és un Geni i superior a nosaltres en la mesura que pot, més que nosaltres, fer descobriments, i il·luminar-los—Aquí haig de pensar que Wordsworth és més profund que Milton[.]

Keats va entendre que Coleridge buscava una sola veritat o solució d'ordre superior als misteris del món natural. Va també trobar el mateix fallo en Dilke i Wordsworth. A tots aquests poetes, insistia, els faltava objectivitat i universalitat en la seva visió de la condició humana i el món natural. En cada cas, Keats trobava una ment que era un camí privat estret, en lloc de ser una "gran via per tots els pensaments". El que li faltava a Keats eren les qualitats centrals i indispensables necessàries per tenir flexibilitat i apertura al món, o el què va anomenar la capacitat negativa.
Aquest concepte de la Capacitat Negativa és precisament un rebuig a les filosofies fixades i sistemes de naturalesa preconcebuts. Va insistir que el poeta fos receptiu en lloc de buscar fets i raons, i que no busqués el coneixement absolut de cada veritat, misteri o dubte.
No se sap per què Keats va escollir la frase 'capacitat negativa', però alguns erudits han avançat la hipòtesi que els seus estudis de medicina i química el van influir i que la frase es refereix al pol negatiu d'un corrent elèctric que és passiu i receptiu. De la mateixa manera que el pol negatiu rep el corrent del pol positiu, el poeta rep impulsos d'un món que és ple de misteri i dubte, els quals no poden ser explicats però que el poeta pot traduir en art.

## Unger: La tesi de la capacitat negativa
Roberto Unger va fer seu el terme de Keats per tal d'explicar la resistència a les divisions socials rígides i jeràrquiques. Per Unger, la capacitat negativa és el "rebutg a tot allò dels nostre context que ens porta a un esquema fixat en la divisió i la jerarquia i a una selecció forçada entre la rutina i la rebel·lió.” És per tant a través de la capacitat negativa que ens podem enfortir contra els constrenyiments socials i institucionals, i afluixar els lligams que ens atrapen en un nivell social en particular.
Un exemple de la capacitat negativa es pot veure clarament en la innovació industrial. Per tal de crear l'avantatge d'un innovador i desenvolupar noves formes d'emprenedoria econòmica, l'industrialista modern no podria limitar-se només a esdevenir més eficaç amb una extracció addicional basada en funcions de treball preexistents, sinó havia d'inventar nous estils de flexibilitat laboral, perícia, i administració capital. L'industrialista va haver d'ajuntar les persones de maneres noves i innovadores i redefinir els papers laborals i l'organització del lloc de treball. D'una banda, la fàbrica moderna va haver d'estabilitzar el seu entorn productiu inventant noves restriccions laborals, tal com la llargada del dia laboral i la divisió de tasques, però al mateix temps no podria ser massa sever ni arriscar-se a estar en condicions inferiors respecte als competidors, per exemple, no tenint la possibilitat de modificar tasques o capacitat de producció. Aquells industrialistes i gerents que van ser capaços de trencar amb els vells models d'organització exercien la capacitat negativa.
Aquesta tesi de capacitat negativa és un component clau en la teoria d'Unger de la necessitat falsa i el context formatiu. La teoria de la necessitat falsa diu que els nostres mons socials son un artefacte dels nostres propis esforços humans. No hi ha pas una organització institucional pre-fixada, i no hi ha necessàriament un motllo històric de desenvolupament que seguiran. En canvi, som lliures de triar i desenvolupar les formes i els camins que les nostres societats prendran mitjançant un procés de conflictes i resolucions. Tanmateix, hi ha grups d'arranjaments institucionals que funcionen junts per afavorir certes formes institucionals, com podria ser per exemple la democràcia liberal. Aquestes formes són la base d'una estructura social, a que Unger es refereix com a contextos formatius. Per tal d'explicar com anem d'un context formatiu a un altre sense els constrenyiments convencionals de la teoria social de la necessitat històrica (per exemple, des del feudalisme al capitalisme), i fer-ho mantenint-se fidel a la idea clau de l'apoderament individual humà i el pensament social anti-necessitarià, Unger va reconèixer que hi ha un nombre infinit de maneres de resistir les limitacions socials i institucionals, la qual cosa pot portar a un nombre infinit de resultats. Aquesta varietat de formes de resistència i apoderament (és a dir, la capacitat negativa) fan possible el canvi.
Aquesta tesi de la capacitat negativa adreça el problema d'agència amb relació a estructura. Reconeix els constrenyiments de l'estructura i la seva influència en formar l'individu, però al mateix temps troba que l'individual és capaç de resistir, negar, i anar més enllà del seu context. A diferència d'altres teories sobre l'estructura i agència, la capacitat negativa no redueix l'individu a un actor senzill que només pot complir o rebel·lar-se, sinó el veu capaç d'involucrar-se en una varietat d'activitats d'auto-apoderament.

## Bion
El psicoanalista britànic Wilfred Bion va aprofundir en el terme de Keats per tal d'il·lustrar una actitud d'apertura de ment que ell considerava d'importància central, no només en la sessió psicoanalítica sinó en la vida mateixa. Per Bion, la capacitat negativa era l'habilitat de tolerar el dolor i la confusió de no saber, en lloc d'imposar certeses pre-preparades o omnipotents a una situació ambigua o un repte emocional. Les seves idees han estat adoptades sobre tot en l'Escola Independent britànica, així com en altres àrees de la psicoanàlisi i la psicoteràpia.

## En el context zen
La idea de la capacitat negativa ha estat associada amb la filosofia zen. L'home de capacitat negativa de Keats tenia qualitats que li permetien "perdre la seva identitat pròpia, la seva 'identificació imaginativa' amb les coses i submissió a les mateixes, i el seu poder d'aconseguir la unió amb la vida". El concepte zen de satori és el resultat de la passivitat i receptivitat, i culmina en "adonar-se de sobte sobre la naturalesa de la realitat". S'arriba a un estat de satori sense buscar-lo intencionalment. Les etapes anteriors a satori: plantejament, cerca, maduració i explosió. La etapa del “plantejament” és acompanyada per un sentiment fort de incomoditat, que s'assembla a la capacitat de practicar la capacitat negativa mentre la ment està en un estat de "incerteses, misteris i dubtes". En l'etapa explosiva (semblant a la 'intensitat principal' de Keats), un home de capacitat negativa efectua una "fraternitat amb l'essència".

## Crítica
Stanley Fish ha expressat fortes reserves sobre l'intent d'aplicar el concepte de capacitat negativa a contextos socials. Ha criticat el treball inicial d'Unger explicant que és incapaç de traçar una ruta per la qual una idea passa a la realitat, la qual cosa deixa la història tancada amb l'individu aguantant el concepte i fent puntades de peu a l'aire. Fish considera inimaginable i impossible de fabricar la capacitat que Unger invoca en els seus treballs inicials i que només es poden expressar directament parlant, o obliquament, en concepte. Més generalment, Fish considera impracticable o inclús impossible la idea de la cultura radical com a ideal oposicional en el qual el context es refina contínuament o rebutjat. Unger ha adreçat aquestes crítiques desenvolupant una teoria completa del procés històric en el que s'empra la capacitat negativa.